# Estakada tramwajowa Lipska – Wielicka w Krakowie
Estakada tramwajowa ul. Lipska – ul. Wielicka – estakada tramwajowa położona w południowo-wschodniej części Krakowa. Łączy ulicę Wielicką z ulicą Lipską, znajdującą się na Płaszowie, w Dzielnicy XIII Podgórze. Jest jednym z elementów Krakowskiego Szybkiego Tramwaju.

## Historia

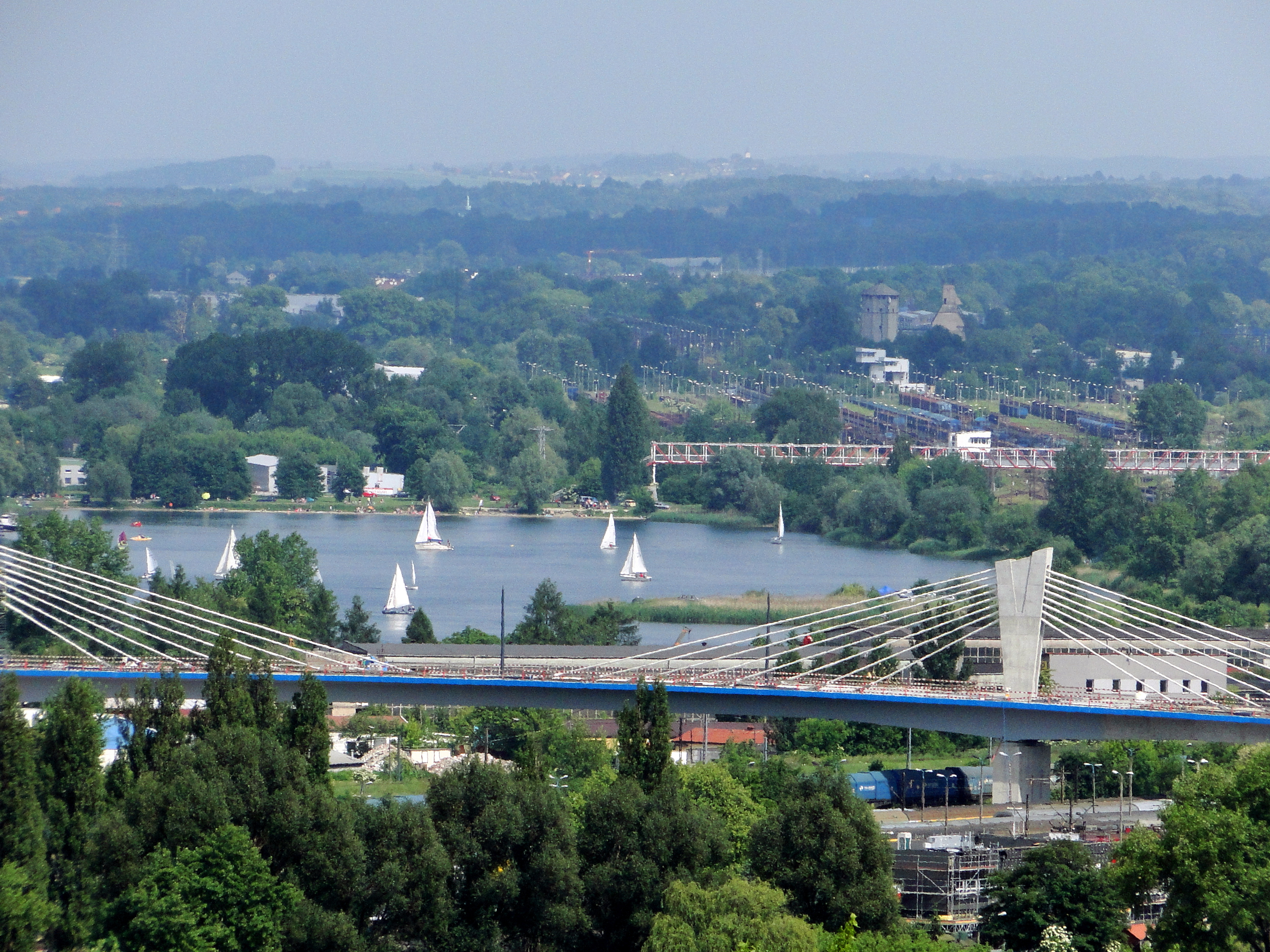
Budowa estakady

Budowę estakady rozpoczęto we wrześniu 2013 roku, jako trzeci etap Krakowskiego Szybkiego Tramwaju. 30 sierpnia 2015 roku została uroczyście oddana do użytku przez prezydenta Krakowa Jacka Majchrowskiego, a następnego dnia zaczęły po niej kursować linie KST. Jest to jedna z najwcześniejszych budowli tego typu powstałych w Polsce.

## Infrastruktura
Estakada wznosi się na 12–15 metrów nad poziom gruntu, a jej długość wynosi około 680 metrów. Prowadzi po niej podwójny tor tramwajowy, wchodzący w skład Krakowskiego Szybkiego Tramwaju. Dodatkowo od strony południowo-wschodniej znajduje się chodnik dla pieszych oraz wydzielona ścieżka rowerowa.
Estakada została wykonana z betonu i stali. Budowla została wyposażona w tłumiki, położone na krawędziach, zmniejszające hałas i wibracje wywoływane przez przejeżdżające tramwaje. Na środku budowli znajdują się także pylony, o które m.in. zaczepiono trakcję energetyczną.
Z estakady jest możliwość przemieszczenia się za pomocą schodów lub windy tylko na perony nr 2 i 3 stacji kolejowej Kraków Płaszów. Ze względu na oszczędności zrezygnowano z budowy schodów i windy, które umożliwiałyby zejście na peron nr 4.

## Lokalizacja
Estakada położona jest w całości na Płaszowie, wchodzącym w skład Dzielnicy XIII Podgórze. Znajduje się nad stacją kolejową Kraków Płaszów. Łączy ze sobą ulicę Wielicką z ulicą Lipską.

## Przystanek tramwajowy
W środkowej części estakady zlokalizowany został przystanek tramwajowy Dworzec Płaszów Estakada. Każdy z torów posiada swój własny, niezależny peron. Eksploatowane tramwaje są jednostronne – z drzwiami po prawej stronie.
Przystanek ten został przystosowany do osób z niepełnosprawnościami, dzięki licznym pochylniom i niskim progom. Został dostosowany również do ruchu tramwajów niskopodłogowych. Działa tam również elektroniczny system informacji pasażerskiej identyczny z tym, który znajduje się na pozostałej części trasy szybkiego tramwaju. Ponadto ulokowano tam automaty Krakowskiej Karty Miejskiej.

## Galeria

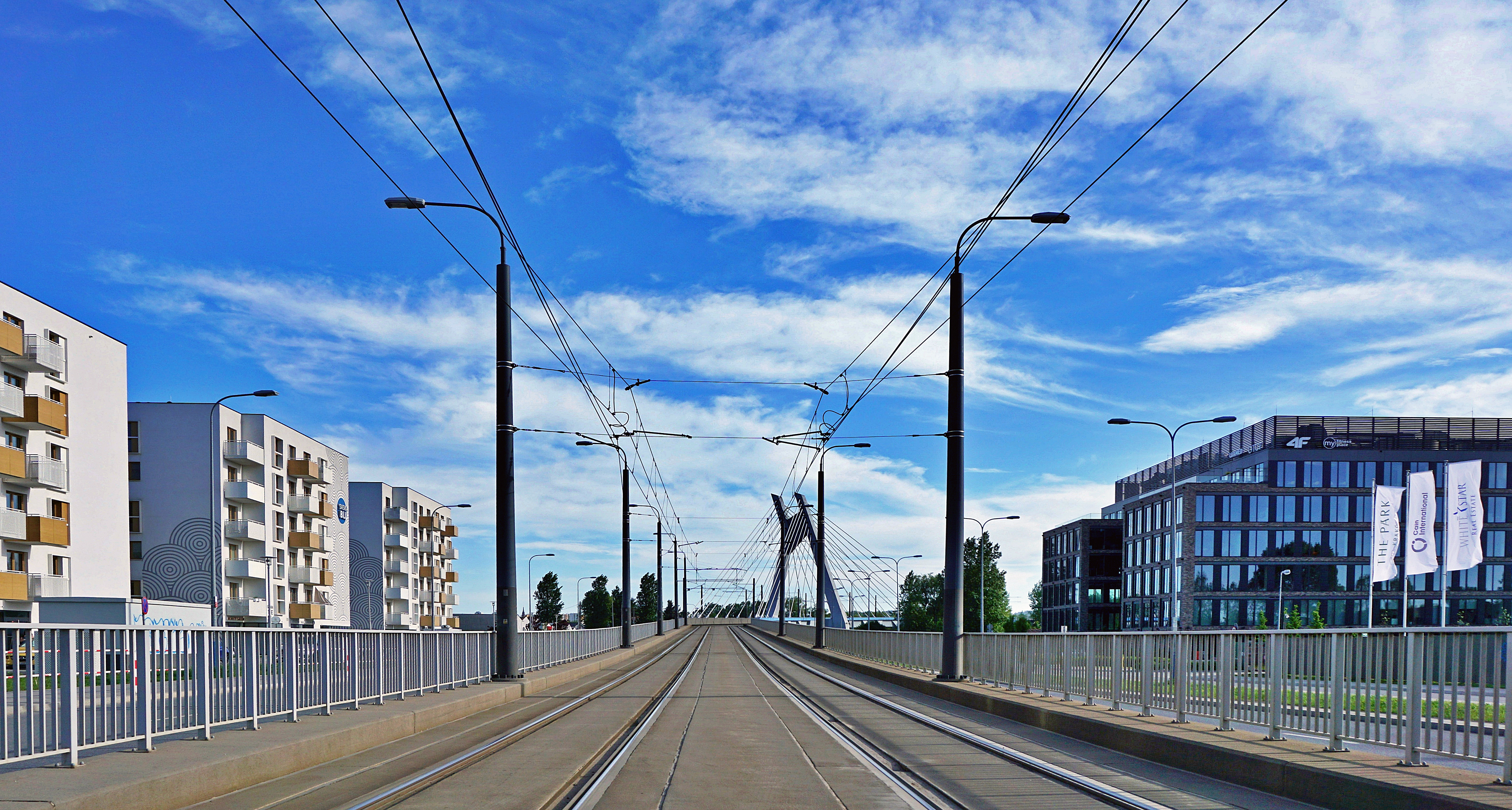
Widok od strony ulicy Lipskiej
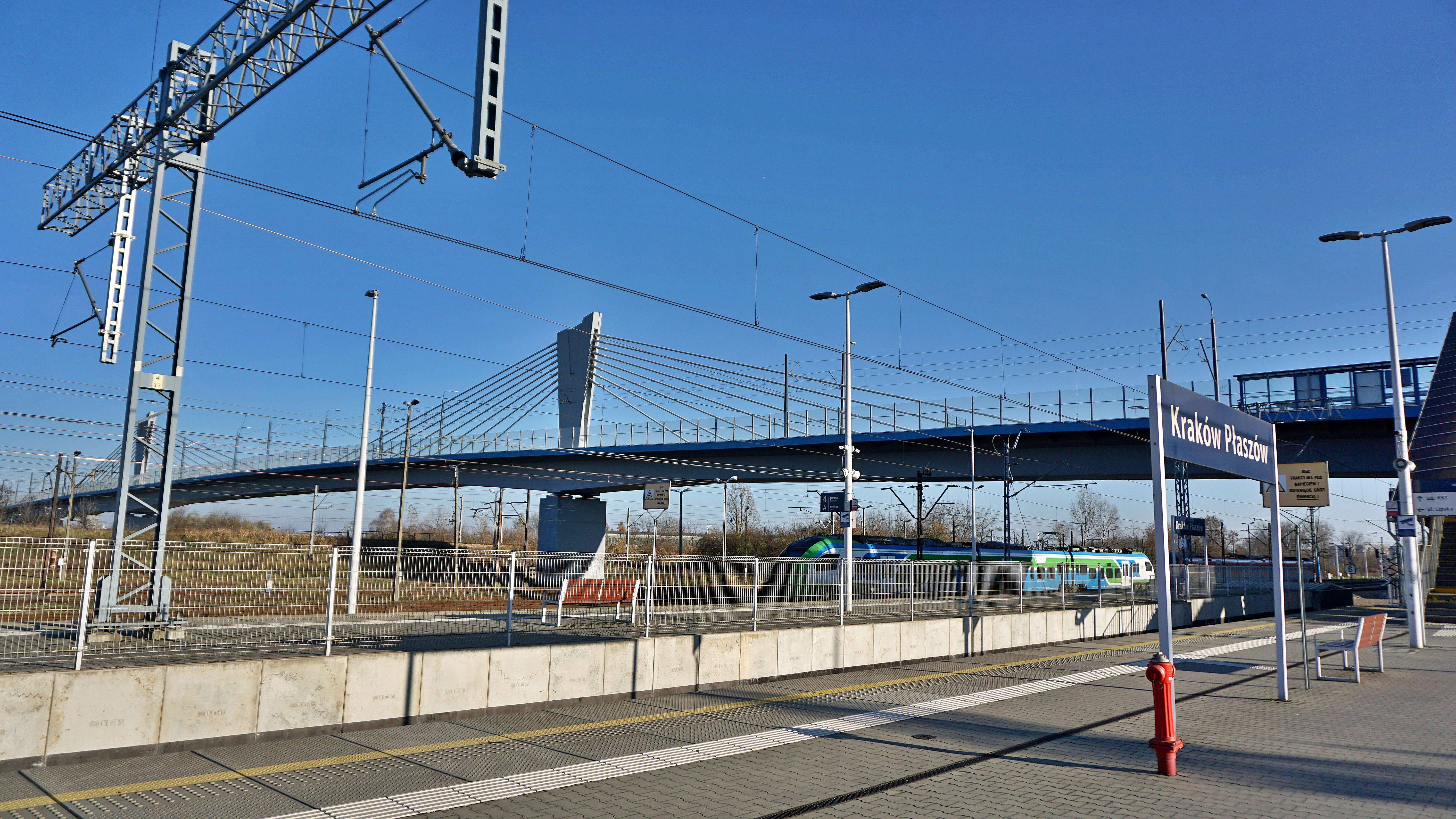
Widok z peronu 3 stacji kolejowej Kraków Płaszów
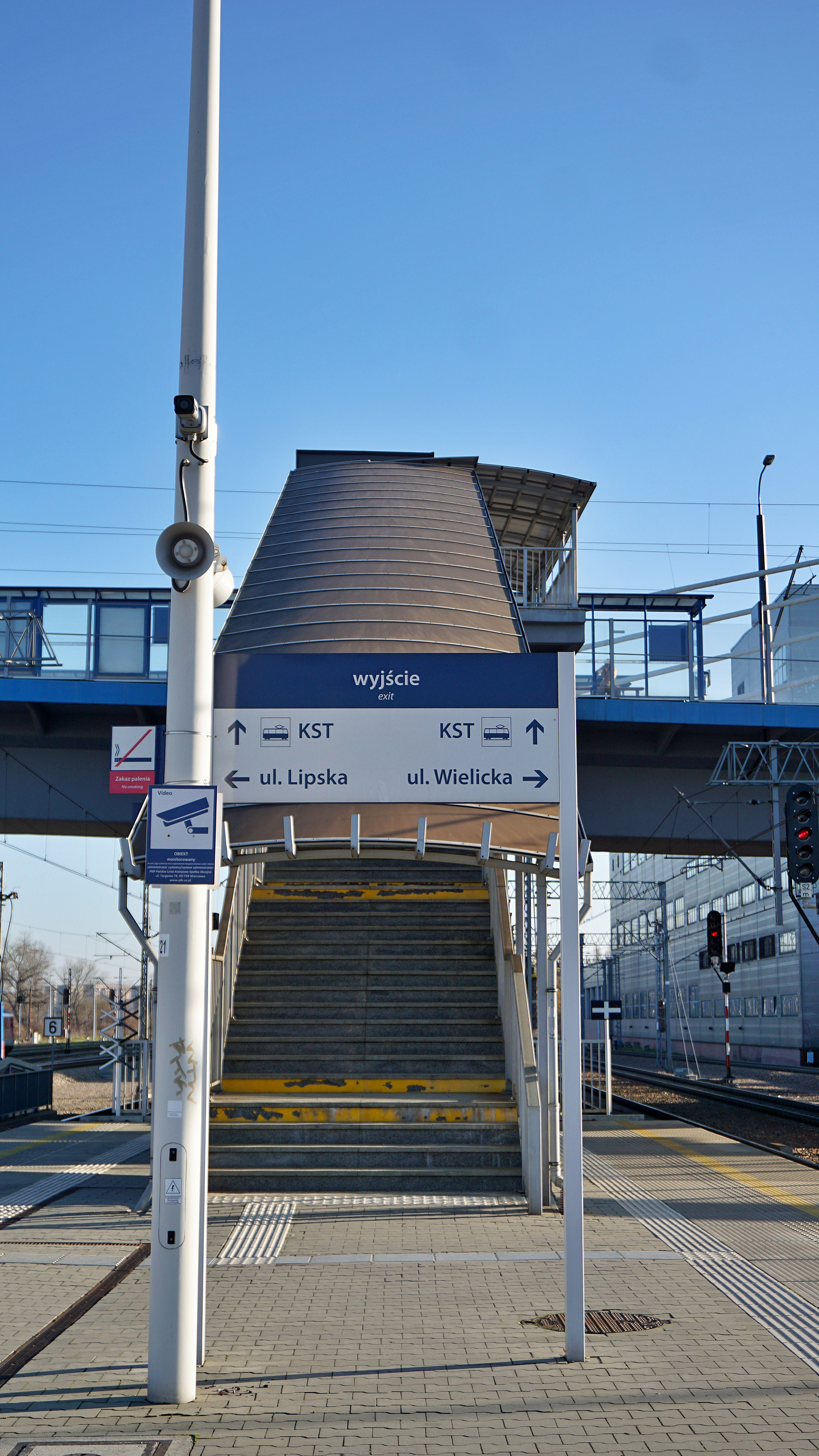
Schody łączące estakadę ze stacją kolejową Kraków Płaszów
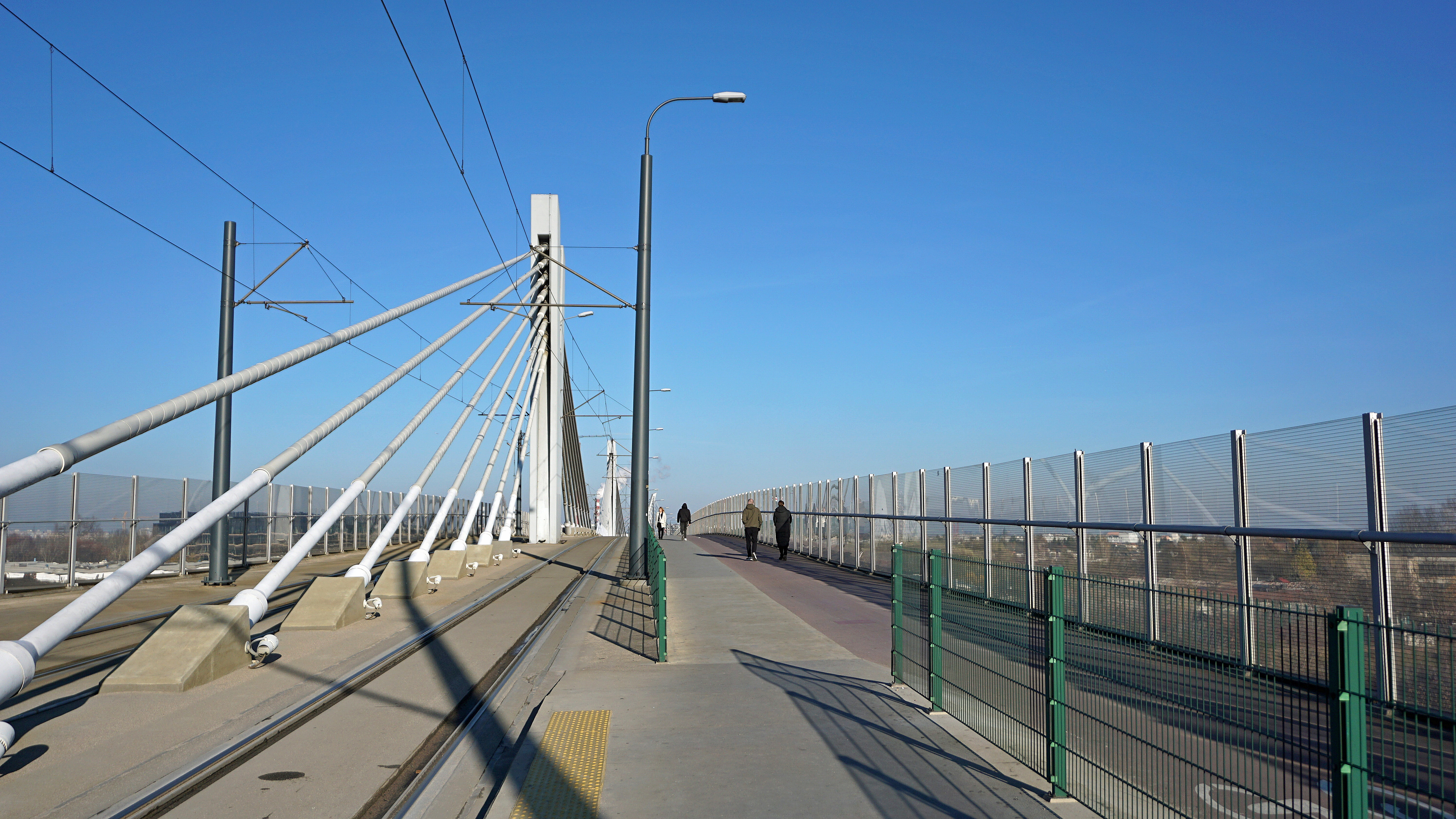
Ciągi piesze oraz rowerowe biegnące przez estakadę
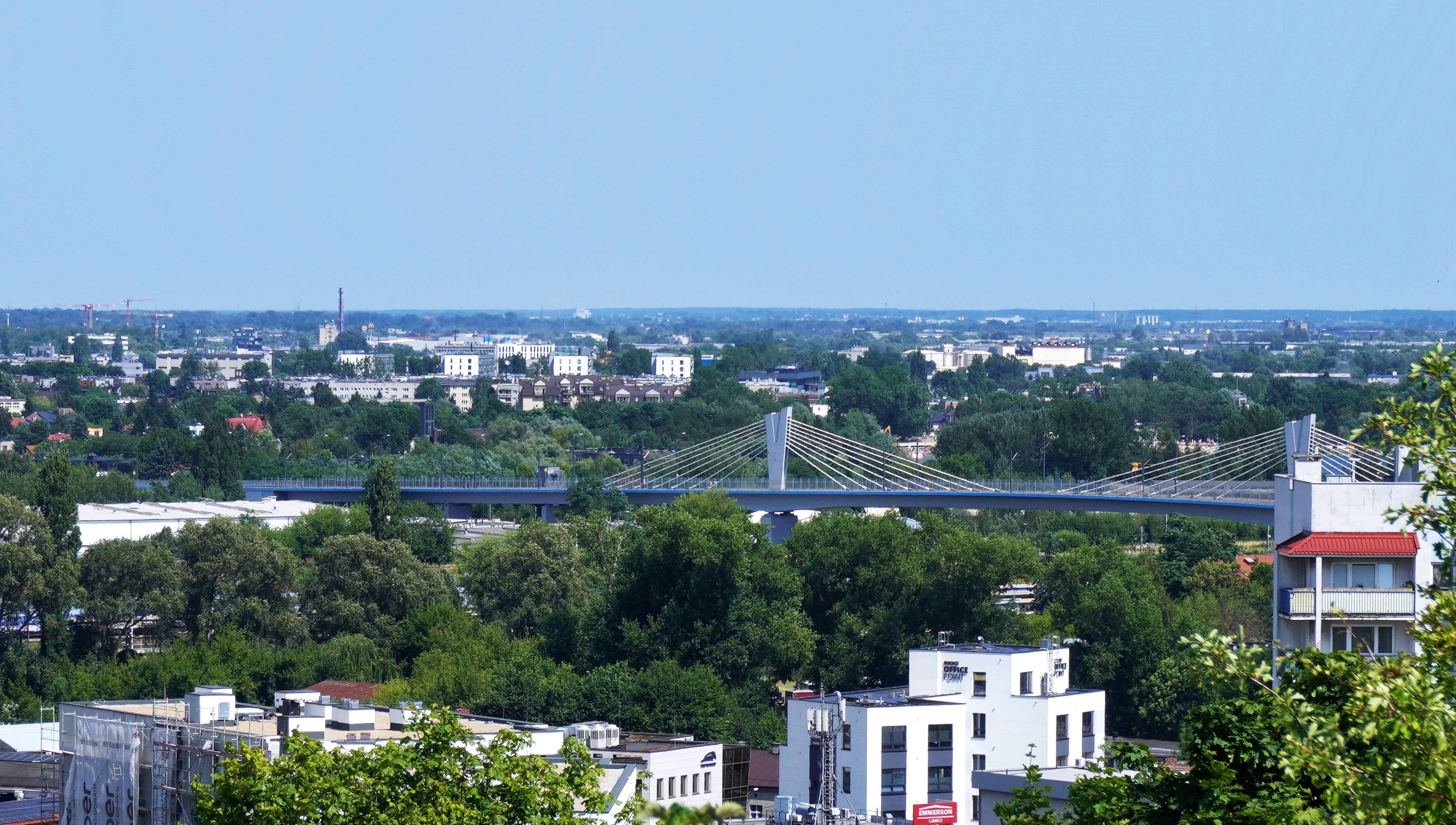
Widok ogólny estakady od zachodu
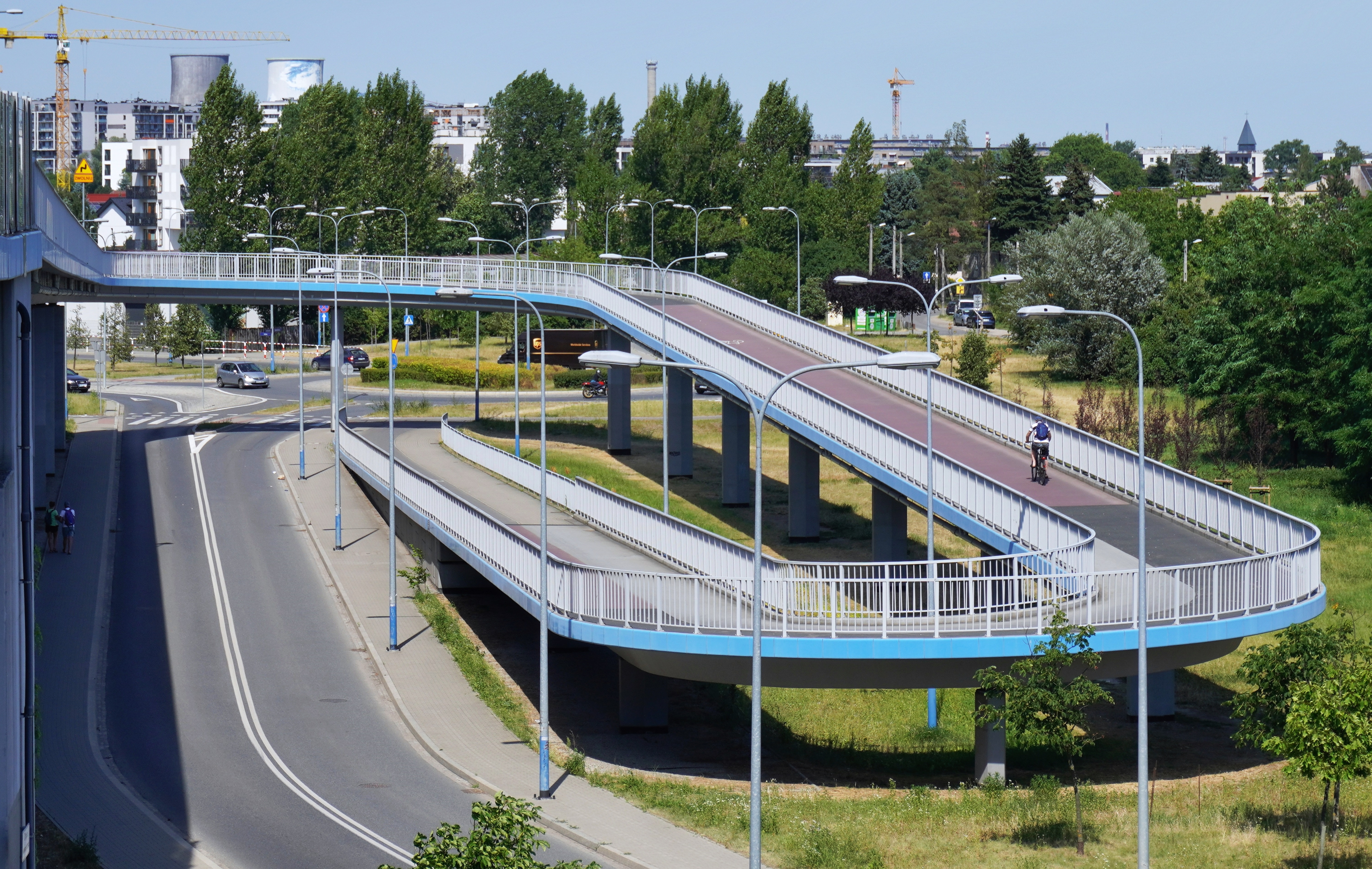
Rampa najazdowa dla rowerzystów od strony ulicy Lipskiej